# Saxo Bank-Sungard/2011
Deze pagina geeft een overzicht van de Team Saxo Bank-wielerploeg in 2011.

## Algemeen
Sponsor: Saxo Bank
Algemeen manager: Bjarne Riis
Ploegleiders: Dan Frost, Nick Gates, Fabrizio Guidi, Tristan Hoffman, Philippe Mauduit, Bradley McGee
Fietsmerk: Specialized

## Renners
| Naam                  | Geboortedatum | Nationaliteit       | Ploeg 2010                 |
| --------------------- | ------------- | ------------------- | -------------------------- |
| Jonathan Bellis       | 16-08-1988    | Verenigd Koninkrijk |                            |
| Manuele Boaro         | 12-03-1987    | Italië              | CarmioOro - NGC (stagiair) |
| Mads Christensen      | 06-04-1984    | Denemarken          | Glud & Marstrand           |
| Baden Cooke           | 12-10-1978    | Australië           |                            |
| Alberto Contador      | 06-12-1982    | Spanje              | Astana                     |
| Laurent Didier        | 19-07-1984    | Luxemburg           |                            |
| Juan José Haedo       | 26-01-1981    | Argentinië          |                            |
| Lucas Sebastian Haedo | 18-04-1983    | Argentinië          |                            |
| Jesús Hernández       | 28-09-1981    | Spanje              | Astana                     |
| Volodymyr Hoestov     | 15-02-1977    | Oekraïne            |                            |
| Jonas Aaen Jørgensen  | 20-04-1986    | Denemarken          |                            |
| Kasper Klostergaard   | 22-05-1983    | Denemarken          |                            |
| Gustav Larsson        | 20-09-1980    | Zweden              |                            |
| Rafał Majka           | 25-02-1990    | Polen               | nieuw                      |
| Jarosław Marycz       | 17-04-1987    | Polen               |                            |
| Michael Mørkøv        | 30-04-1985    | Denemarken          |                            |
| Daniel Navarro        | 08-07-1983    | Spanje              | Astana                     |
| Benjamín Noval        | 23-01-1979    | Spanje              | Astana                     |
| Nick Nuyens           | 05-05-1980    | België              | Rabobank                   |
| Richie Porte          | 30-01-1985    | Australië           |                            |
| Luke Roberts          | 25-01-1977    | Australië           | Team Milram                |
| Chris Anker Sørensen  | 05-09-1984    | Denemarken          |                            |
| Nicki Sørensen        | 14-05-1975    | Denemarken          |                            |
| André Steensen        | 12-10-1987    | Denemarken          |                            |
| David Tanner          | 30-09-1984    | Australië           | Fly V Australia            |
| Matteo Tosatto        | 14-05-1974    | Italië              | Quick Step                 |
| Brian Bach Vandborg   | 04-12-1981    | Denemarken          | Liquigas-Doimo             |

## Overwinningen
| Ronde van Murcia 2e etappe: Alberto Contador 3e etappe: Alberto Contador Eindklassement: Alberto Contador Tirreno-Adriatico 3e etappe: Juan José Haedo Ronde van Catalonië 3e etappe: Alberto Contador Eindklassement: Alberto Contador Dwars door Vlaanderen Winnaar: Nick Nuyens | Ronde van Vlaanderen Winnaar: Nick Nuyens Ronde van Castilië en León 4e etappe: Alberto Contador Ronde van Italië 9e etappe: Alberto Contador 16e etappe: Alberto Contador Puntenklassement: Alberto Contador Eindklassement: Alberto Contador Ster ZLM Toer 3e etappe: Juan José Haedo | Nationale kampioenschappen Denemarken - wegwedstrijd: Nicki Sørensen Zweden - wegtijdrit: Gustav Larsson Ronde van Denemarken 5e etappe: Richie Porte Ronde van Spanje 16e etappe: Juan José Haedo GP van Isbergues Winnaar: Jonas Aaen Jørgensen |

* Alberto Contador werd op 6 februari 2012 met terugwerkende kracht per 5 augustus 2010 geschorst (zie ook eigen artikel).
1998 · 1999 · 2000 · 2001 · 2002 · 2003 · 2004 · 2005 · 2006 · 2007 · 2008 · 2009 · 2010 · 2011 · 2012 · 2013 · 2014 · 2015 · 2016
AG2R-La Mondiale · Astana · BMC Racing Team · Euskaltel-Euskadi · Team Garmin-Cervélo · Team HTC-High Road · Katjoesja · Lampre-ISD · Team Leopard-Trek · Liquigas-Cannondale · Team Movistar · Omega Pharma-Lotto · Quick Step · Rabobank · Team RadioShack · Saxo Bank-Sungard · Sky ProCycling · Vacansoleil-DCM